# آدنوئر باخ
آدنوئر باخ (به انگلیسی: Adenauer Bach)، ریزابه جنوبی و دست راستی از آهر است که تنها کمتر از 16 کیلومتر طول دارد. این رود از میان آدناو در شهرستان اهرویلر در ایالت راینلاند-فالتس آلمان جریان دارد.